# Sophia Goudstikker
Sophia Goudstikker (Rotterdam, 15 gennaio 1865 – Monaco di Baviera, 20 marzo 1924) è stata una fotografa tedesca di origini olandesi e attivista per i diritti delle donne. Fu una pioniera del femminismo in Germania, in particolare a Monaco di Baviera, quando l'emancipazione delle donne era una tematica poco diffusa.

## Biografia
Figlia di Salomon Elias e di Grietje Klisser, quando la bimba ebbe due anni la famiglia emigrò ad Amburgo. In seguito la famiglia, assieme ai suoi figli, si trasferì a Dresda, dove nel 1892 il padre morì. La sorella maggiore, Betje, nata nel 1850, rimase ad Amburgo in quanto sposata, tramite rito ebraico, con l'impiegato Wolff Hirschfeld nel 1873, figlio di calzolai.
Goudstikker frequentò una scuola d'arte a Dresda, diretta da Amelie, sorella di Anita Augspurg, con la quale entrò in contatto. Insieme presero la decisione di aprire a Monaco di Baviera  un atelier fotografico cui dettero il nome di "Atelier Elvira" e che divenne il centro mitico del femminismo della città ma che produsse notevoli arrività tutte al femminile. Le due ragazze vi si trasferirono soltanto quando Augspurg ereditò l'eredità della nonna che oltre a consentirle una certa agiatezza, potè sostenere le spese dell'atelier.

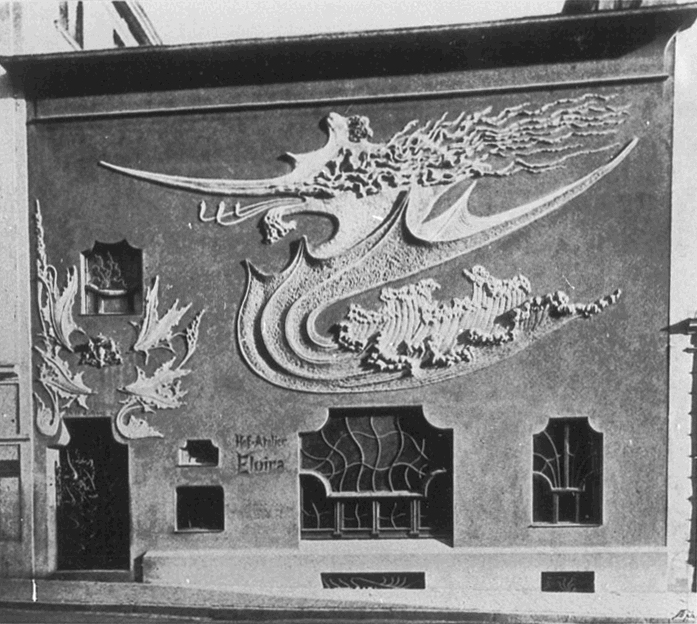
l'Atelier Elvira, 1900 circa

Lo studio in stile Art Nouveau, ben riconoscibile per i colori turchese e viola e con la tartaruga e il drago in rilievo sulla facciata, realizzato dal giovane architetto August Endell, ospitò, tra gli altri, Isadora Duncan, Maria Adelaide di Lussemburgo, Rainer Maria Rilke, Ricarda Huch, Helene Lange, Heinrich e Thomas Mann. L'Atelier Elvira divenne il fulcro della vita sociale gay e lesbica e della vita intellettuale e artistica di Monaco di Baviera, tanto che Goudstikker fu la prima donna non sposata ad ottenere la licenza di fotografa in Germania.
 
Nel 1907 Augspurg vendette la sua quota dello studio a Goudstikker, che da quel momento si avvalse dell'aiuto della sorella Mathilde Nora (1874–1934), anche lei proveniente dalla scuola d'arte di Dresda ed infine lo cedette alla giovane fotografa Emma Uibleisen, che morì nel 1928 senza lasciare successori. Lo studio venne demolito durante i bombardamenti della seconda guerra mondiale.
Fu una lesbica dichiarata con un fisico abbastanza mascolino che ostentava, sfidando apertamente le convenzioni del suo tempo. Portava capelli corti, abiti comodi e di taglio maschile. Si può affermare che fu una di coloro che immaginarono la nuova donna del futuro, superando gli stereotipi imposti dall'età vittoriana. Ancora prima dell'apertura dell'Atelier Elvira, con Anita Augspurg aveva dato vita alla "Società per gli interessi delle donne" (in tedesco: "Verein für Fraueninteressen", abbreviato in VFF). Tra le fondatrici vi fu anche Ika Freudenberg (1858-1912) con la quale Goudstikker stabilirà dal 1899, dopo la fine della relazione con Augspurg, un sodalizio anche sentimentale che durerà per tutta la vita.
Per la difesa dei processi minorili nei tribunali tedeschi non era richiesta una laurea o una specializzazione, così, per conto del VFF, fu la prima donna in Germania autorizzata nella difesa dei minori, un lavoro che portò avanti dal 1898 fino alla morte. Nello stesso anno, 1898, aveva rinunciato all'ebraismo per diventare protestante.

## Eredità
La sua pratica disinvolta ha ispirato tre romanzi: L'umano come donna di Lou Andreas-Salomé, uno dei racconti di Dal romanzo coloniale alla scrittura femminile di Frieda von Bülow, Il terzo sesso di Ernst von Wolzogen. Goudstikker ha assunto un ruolo privilegiato per gli studiosi americani sul lesbismo ma ignorata da quelli tedeschi. Monaco di Baviera le ha intitolato un parco pubblico.
Una delle poche foto che la ritraggono, la fotografa appare con le sue compagne di lotta e di vita. Tutte hanno in mano della carta e una penna: come a testimoniare che oggi, come ieri, la libertà e l'emancipazione richiedono cultura, consapevolezza e unione.

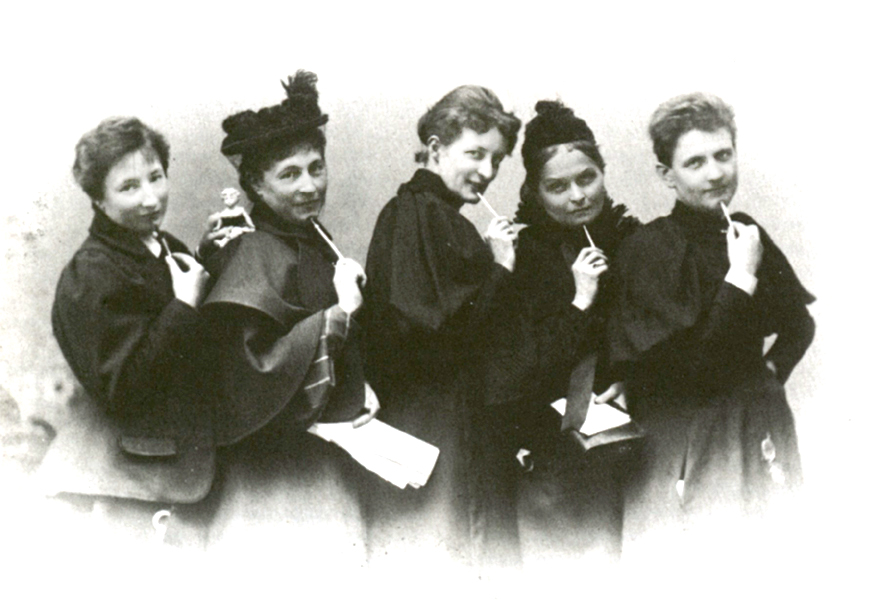
Da sinistra: Anita Augspurg, Marie Stritt, Lily von Gizycki, Minna Cauer e Sophia Goudstikker, 1896